# Psammophis crucifer
Espèce
Synonymes
- Coluber crucifer Daudin, 1803

Psammophis crucifer est une espèce de serpents de la famille des Lamprophiidae. 

## Répartition
Cette espèce se rencontre en Afrique du Sud, dans l'est du Zimbabwe, au Swaziland et au Mozambique.

## Publication originale
- Daudin, 1803 : Histoire Naturelle, Générale et Particulière des Reptiles; ouvrage faisant suit à l'Histoire naturelle générale et particulière, composée par Leclerc de Buffon; et rédigee par C.S. Sonnini, membre de plusieurs sociétés savantes, vol. 7, F. Dufart, Paris, p. 1-436 (texte intégral).